# Jüdische Geschichte und Gegenwart in Deutschland
Jüdische Geschichte und Gegenwart in Deutschland ist der Titel einer Dauerausstellung des Berliner Jüdischen Museums, die am 23. August 2020 nach einem zweijährigen Umbau im Libeskind-Bau eröffnet wurde. Sie zeigt mit einem neuen Konzept, das andere Sichtweisen berücksichtigt, und aus neuer Perspektive die Geschichte der Juden in Deutschland vom Mittelalter bis zur Gegenwart, wobei der Schwerpunkt auf der Darstellung der Zeit nach 1945 liegt. Mehrere Objekte, Installationen und Kunstwerke, darunter Werke von Anselm Kiefer, Via Lewandowsky, Felix Nussbaum und anderen, sind Bestandteil der Ausstellung.

## Ausstellungskonzept und -struktur
Die Ausstellung lässt sich in fünf thematische Schwerpunkte einteilen:
- Anfänge jüdischen Lebens in Deutschland.
- Emanzipationsbewegung seit der Zeit der Aufklärung
- Verfolgung in der Zeit des Nationalsozialismus (siehe auch Geschichte des Antisemitismus bis 1945)
- Antisemitismus nach 1945 (siehe auch Geschichte des Antisemitismus seit 1945)
- Neubeginn jüdischen Lebens in Deutschland

Auf rund 3.500 m² gibt die Ausstellung Einblicke in die Tradition, Kultur und den Alltag jüdischen Lebens in Deutschland. Dabei wird die Geschichte aus der Perspektive der Juden gezeigt und wie sich die Beziehungen zu ihrem christlich geprägten Umfeld entwickelte. Sie erzählt von nachbarschaftlichem Zusammenleben aber auch von Ausgrenzung und Gewalt. Im Vergleich zur ersten Dauerausstellung des Museums (2001 bis 2017) hat sich die wissenschaftliche Sichtweise auf die Geschichte und ihre Präsentation danach stark verändert und berücksichtigt ein anderes, jüngeres Publikum, den Wandel der Gesellschaft und bietet eine neue Perspektive der Betrachtung.
Hetty Berg, Leiterin des Museums, merkte an: „Die Geschichte der Juden hat sich nicht geändert – aber unsere Perspektive darauf.“
Einen hohen Anteil an dieser Ausstellung hat die eigene, seit der Eröffnung des Museums gewachsene Sammlung, bestehend aus Artefakten, Fotos und Dokumenten aus dem Vermächtnis und Nachlässen deutscher Juden aus aller Welt. Das Konzept legt großes Gewicht auf die ausführliche Darstellung der Zeit nach 1945. Die Präsentation umfasst interaktive Technik, wie Touchscreens, audiovisuelle Medien sowie Kunstinstallationen und Originalobjekte. Virtuelle Realität und interaktive Spiele ergänzen das Angebot. Weiterhin sind auch traditionelle Texttafeln und Objektvitrinen Bestandteil der Ausstellung. Der Rundgang im Museum beginnt mit der Video-Performance Drummerrsss von Gilad Ratman mit zwei Schlagzeugern, wobei der eine in einem tiefen Betonschacht sitzt und den Underground symbolisiert, während der andere im Himmel zu schweben scheint. Danach öffnen sich sogenannte Themen- und Epochenräume:
- Tora, Gebot und Gebet, Klang. Anhand von Torarollen, Texttafeln und einer interaktiven Station, wird den Ausstellungsbesuchern die Hebräische Schrift erklärt. Eine Klanginstallation informiert über jüdische Liturgie, Gebetsgesänge und Popmusik von Klezmer bis Tango. Ein eigener Raum ist Objekten gewidmet, die religiöse, zeremonielle oder rituelle Bedeutungen haben. In einer Video-Performance setzt sich die Videokünstlerin Victoria Hanna satirisch mit dem Schulunterricht der hebräischen Schrift auseinander.
- Aschkenas, frühe Neuzeit, auch Juden werden Deutsche. In traditioneller Museumspräsentation mit Dokumenten in Vitrinen und Texttafeln.
- Familienalbum, Hall of Fame, Kunst und Künstler. Hier stellt die Ausstellung die Frage, ob es eine typisch jüdische Kunst gibt. 30 Originalgemälde und Skulpturen von bekannten und weniger bekannten Künstlern jüdischen Glaubens, darunter Felix Nussbaum, Jankel Adler, Fritz Solominski und Otto Freundlich, geben einen Einblick in die Kunst von 1820 bis in die 1940er Jahre. Die Nachlässe vieler jüdischer Familien, besonders Fotos, befinden sich in der Sammlung des Museums und können teilweise auf interaktive Weise näher betrachtet werden. Eine Hall of Fame mit den grafisch gestalteten Porträts von Jesus bis Karl Marx, dekorieren ein Treppenhaus und einen Ruheraum. Hier wird humoristisch auf berühmte Juden der Geschichte aufmerksam gemacht.
- Katastrophe; die Zeit nach 1945. Antisemitismus, Holocaust und die Zeit nach 1945 sind das Thema in diesem Raum. Neben Restitution und Wiedergutmachung geht es um das Verhältnis zwischen Deutschland, Israel und deutschen Juden, laut Museum ein „Dreiecksverhältnis“. Die Aus- und Einwanderungswellen bis in die 1990er Jahre, als die russische Einwanderung nach Deutschland begann, nehmen einen breiten Raum ein, der auch mit historischem Filmmaterial ergänzt wird. Das Museum zeigt dazu außerdem die Akten des Berliner Rechtsanwalts Dietrich Jacob, die Entschädigungen nach 1945 dokumentieren.
- Jüdische Objekte und Videoinstallation mit dem Titel Mesubin. Die Frage: „Was macht ein Objekt jüdisch?“ wird in einem eigenen Themenraum gestellt, dort sind Alltagsgegenstände ohne religiös-zeremoniellen Charakter ausgestellt. Eine Vitrine präsentiert wechselnde Objekte, die von außenstehenden Personen dem Museum zugesandt wurden. In der Videoinstallation Mesubin die Versammelten von Yael Reuveny und Clemens Walter erläutern über 50 unterschiedlichste jüdische Personen in Interviews ihr Selbstverständnis, ihre Zugehörigkeit, Heimat und was es für sie bedeutet „jüdisch“ zu sein. Diese Installation bildet den Schluss des Rundgangs durch die Ausstellung. Das Wort Mesubin erscheint in den vier Fragen, die im Lied Ma Nischtana traditionellerweise von Kindern am Sederabend vorgetragen werden.

## Mediale Rezeption
In den Medien wurde die Ausstellung durchgehend positiv besprochen:
- In der Süddeutschen Zeitung schrieb Gustav Seibt, dass die Dauerausstellung im JMB „famos“ ein Jahrtausend jüdisches Leben auf deutschem Grund zeige, besser könne man es nicht machen, sie sei leicht zugänglich, weil nichts vorausgesetzt werde.[4]
- Der Deutschlandfunk Kultur führte ein Gespräch mit der Chefkuratorin des jüdischen Museums Cilly Kugelmann, in dem es um die Fragen Wie definiert man Judentum und wer ist eigentlich Jude?, wie der gesellschaftliche Wandel die Perspektive auf die jüdischen Geschichte verändert habe und über die Ausstellungsstation „Antisemitismus“ präsentiert anhand von vier Fallgeschichten, die mit einer Ja-Nein-Frage enden, diese sollen Besucher selbst beantworten. Danach erläutern Historiker, Sozialwissenschaftler und andere Experten ihre Sichtweise.[5]
- Der Tagesspiegel befasste sich mit der Videoinstallation Mesubin (sinngemäß: „Am Tisch“ oder „Die Versammelten“) der Regisseurin Yael Reuveny und führte ein Gespräch mit ihr.[6]
- Im Magazin Der Spiegel schrieb Philipp Peyman Engel: „Die Ausstellung unter der neuen Museumschefin Hetty Berg setzt bei der Beantwortung der Fragen überwiegend auf Beiträge aus der Popkultur, aus der Kunst, aus politischen Debatten. Der eindrucksvollen Ausstellung gelingt es, die Vielfalt des Judentums abzubilden, ohne dabei beliebig zu werden oder es jedem recht machen zu wollen.“[7]